# Felčink
Felčink je sexuální praktika orálního vysávání semene z řiti druhé osoby. 

## První výskyt termínu
Podle slovníku Oxford English Dictrionary byl první výskyt tohoto slova v knize Argot Homosexuální Subkultury od Ronalda A. Farrella v roce 1972.